# Liga Panameña de Fútbol Apertura 2015
La Liga Panameña de Fútbol Apertura 2015, oficialmente por motivo de patrocinio Liga Cable Onda Apertura 2015 fue la XLIII edición del torneo de la Liga Panameña de Fútbol siendo el inicio de la temporada 2015-16. 
El Deportivo Árabe Unido (Campeón del torneo), iba disputar una posible Supercopa de Panamá contra el San Francisco FC (Campeón de la Copa Cable Onda Satelital Apertura 2015), pero la misma no se realizó y a su vez clasificó a la Concacaf Liga Campeones 2016-17

## Equipos participantes
Como en temporadas precedentes, consta de un grupo único integrado por 10 clubes de toda la geografía panameña. Siguiendo un sistema de liga, los 10 equipos se enfrentaran todos contra todos en dos ocasiones —una en campo propio y otra en campo contrario— sumando un total de 18 jornadas. El orden de los encuentros se decidirá por sorteo antes de empezar la competición.

## Fase final
Los cuatro primeros clubes calificados para esta Fase del torneo serán reubicados de acuerdo con el lugar que ocupen en al término de la jornada 18, con el puesto del número # 1 al club mejor clasificado, y así hasta el número # 4. Los partidos a esta Fase se desarrollarán a visita, en las siguientes etapas:
- Semifinal
- Final

Los clubes vencedores en los partidos de semifinal serán aquellos que en los dos juegos anoten el mayor número de goles. De existir empate en el número de goles anotados, la posición se definirá a favor del Club con mayor cantidad de goles a favor cuando actúe como visitante; si una vez aplicado el criterio anterior los Clubes siguieran empatados, se definirá por la tanda del punto penal.
El Club vencedor de la Final y por lo tanto Campeón, será aquel que en el partido anote el mayor número de goles. Si al término del tiempo reglamentario el partido está empatado, se agregarán dos tiempos extras de 15 minutos cada uno. De persistir el empate en estos periodos, se procederá a lanzar tiros penales hasta que resulte un vencedor.

## Equipos
| Alianza FC                         | Panamá        | Juan Pablo Lopera    | Luis Ernesto Tapia             | Joma    | 900    |
| CD Árabe Unido                     | Colón         | Sergio Guzmán        | Estadio Armando Dely Valdés    | Puma    | 1, 121 |
| CD Plaza Amador                    | Panamá        | Juan Carlos García   | Estadio Maracaná               | Diadora | 5,500  |
| Chepo FC                           | Chepo         | Jorge Santos         | Estadio Rommel Fernández       | Gems    | 32 000 |
| Chorrillo FC                       | Panamá        | Mike Stump           | Estadio Maracaná               | Adidas  | 5,500  |
| Atlético Chiriquí                  | David         | Javier Wanchope      | San Cristóbal                  | Gems    | 2 500  |
| San Francisco FC                   | La Chorrera   | Gary Stempel         | Agustín Muquita Sánchez        | Lotto   | 3,000  |
| SD Atlético Nacional               | Panamá        | Daniel Valencia      | Estadio Maracaná               | Adidas  | 5,500  |
| Sporting San Miguelito             | San Miguelito | Mario Anthony Torres | Luis Ernesto "Cascarita" Tapia | Joma    | 900    |
| Tauro FC                           | Panamá        | Jorge Dely Valdés    | Estadio Rommel Fernández       | Patrick | 32 000 |
| Datos actualizados a junio de 2015 |               |                      |                                |         |        |

### Máximos goleadores
| Pos. | Posición | Jugador       | Equipo       | Goles | Penal | Minutos |
| ---- | -------- | ------------- | ------------ | ----- | ----- | ------- |
| 1.º  | DEL      | Armando Polo  | Árabe Unido  | 9     | 0     | 992     |
| 2.º  | MED      | Sergio Moreno | Chorrillo FC | 9     | 1     | 1228    |
| 2.º  | DEL      | Delano Welch  | Chepo FC     | 7     | 2     | 1271    |

## Tabla General
|     | Equipos              |  | PJ | G  | E | P  | GF | GC | Dif. | Pts. |
| --- | -------------------- |  | -- | -- | - | -- | -- | -- | ---- | ---- |
| 1.  | CD Árabe Unido       |  | 18 | 12 | 3 | 3  | 30 | 15 | 15   | 39   |
| 2.  | Chorrillo FC         |  | 18 | 8  | 5 | 5  | 23 | 15 | 8    | 29   |
| 3.  | Chepo FC             |  | 18 | 7  | 6 | 5  | 24 | 19 | 5    | 27   |
| 4.  | Plaza Amador         |  | 18 | 7  | 5 | 6  | 19 | 17 | 2    | 26   |
| 5.  | Sporting SM          |  | 18 | 6  | 6 | 6  | 27 | 25 | 2    | 24   |
| 6.  | Tauro FC             |  | 18 | 6  | 5 | 7  | 15 | 16 | -1   | 23   |
| 7.  | SD Atlético Nacional |  | 18 | 6  | 4 | 8  | 20 | 26 | -6   | 22   |
| 8.  | San Francisco FC     |  | 18 | 5  | 6 | 7  | 16 | 18 | -2   | 21   |
| 9.  | Alianza FC           |  | 18 | 6  | 2 | 10 | 18 | 27 | -9   | 20   |
| 10. | Atlético Chiriquí    |  | 18 | 2  | 8 | 8  | 17 | 31 | -14  | 14   |

## Fase Final
|  | Semifinales      | Semifinales      | Semifinales     | Semifinales | Semifinales |  |              | Final        | Final | Final | Final | Final |
|  |                  |                  |                 |             |             |  |              |              |       |       |       |       |
|  | Chepo FC         | Chepo FC         | 1               | 1           | 2 (1)       |  |              |              |       |       |       |       |
|  | Chorrillo FC     | Chorrillo FC     | 2               | 0           | 2 (3)       |  |              |              |       |       |       |       |
|  |                  |                  |                 |             |             |  | Chorrillo FC | Chorrillo FC | 1     | [1]   |       |       |
|  |                  | CD. Árabe Unido  | CD. Árabe Unido | 1           |             |  |              |              |       |       |       |       |
|  | CD. Plaza Amador | CD. Plaza Amador | 2               | 0           | 2           |  |              |              |       |       |       |       |
|  | CD. Árabe Unido  | CD. Árabe Unido  | 1               | 2           | 3           |  |              |              |       |       |       |       |

### Chepo FC-Chorrillo FC
| 21 de noviembre de 2015 | Chepo FC     | 1 - 2 (0:1) | Chorrillo FC          | Estadio Oscar Suman Carrillo, Ciudad de Panamá |                            |
|                         | González 70' |             | 13' (pen.) 74' Moreno | Árbitro(s): Luis Rodríguez                     | Árbitro(s): Luis Rodríguez |
| Ganador 1               |              |             |                       |                                                |                            |

| 28 de noviembre de 2015 | Chorrillo FC                 | 0 - 1 (0:1) (3:1 p.)       | Chepo FC                       | Estadio Maracaná, Ciudad de Panamá |                                 |
|                         |                              |                            | 45' González                   | Árbitro(s): Ariel Ameth Sánchez    | Árbitro(s): Ariel Ameth Sánchez |
|                         |                              | Tiros desde el punto penal |                                |                                    |                                 |
|                         | Ward · Caio · Moreno · Mitre |                            | Paúl · Ariano · Palma · Valdés |                                    |                                 |

### CD. Plaza Amador-CD. Árabe Unido
| 15 de noviembre de 2015 - 11:00 | CD. Plaza Amador          | 2 - 1 (1:1) | CD. Árabe Unido  | Estadio Maracaná, Ciudad de Panamá |                           |
|                                 | Pimentel 3' · Escobar 51' |             | 35' Abdiel Macea | Árbitro(s): Rolando Vidal          | Árbitro(s): Rolando Vidal |

| 28 de noviembre de 2015 | CD. Árabe Unido       | 2 - 0 (2:0) | CD. Plaza Amador | Estadio Armando Dely Valdés, Colón |                          |
|                         | Polo 15' · Arroyo 34' |             |                  | Árbitro(s): Jafeth Perea           | Árbitro(s): Jafeth Perea |
| Ganador 2               |                       |             |                  |                                    |                          |

## Gran Final

### Final
| 1     | POR   | Miguel Lloyd       |     |
|       | DEF   | Fidel Caesar       |     |
|       | DEF   | Shaquille Coronado |     |
|       | DEF   | Abdiel Macea       |     |
|       | DEF   | José González      |     |
|       | MED   | Rigoberto Niño     | 90' |
|       | MED   | Joel Barcenas      | 62' |
|       | MED   | Daniel Ortiz       |     |
|       | DEL   | Renan Addles       |     |
| 99    | DEL   | Armando Polo       | 69' |
|       | DEL   | Abdiel Arroyo      |     |
| D. T. | D. T. | Juan Sergio Guzmán |     |

| 1     | POR   | Jorge Henríquez    |  |
| 6     | DEF   | Edward Benítez     |  |
| 8     | DEF   | Omar Camargo       |  |
| 4     | DEF   | Richard Dixon      |  |
| 5     | DEF   | Christian Martínez |  |
| 6     | MED   | Ricardo Ávila      |  |
| 7     | MED   | Engie Mitre        |  |
| 8     | MED   | Rolando Rojas      |  |
| 9     | MED   | Caio Milan         |  |
| 9     | DEL   | Sergio Moreno      |  |
| 11    | DEL   | Miguel Camargo     |  |
| D. T. | D. T. | Mike Stump         |  |

| 88 | Centrocampista | Luis Pereira   | 61' |
| 26 | Centrocampista | Armando Cooper | 69' |
| 30 | Centrocampista | Josimar Gómez  | 90' |

| 12 | Delantero      | Jhamal Rodríguez | 45   |
| 13 | Centrocampista | Luis Jaramillo   | 58'  |
| 14 | Delantero      | Humberto Ward    | 105' |

| 20' | Abdiel Arroyo |  |

| 60' | Luis Jaramillo |  |

| Amonestado · Amonestado · Amonestado | ? Armando Cooper Abdiel Arroyo |

| Amonestado · Amonestado · Amonestado | ? Omar Camargo Cristian Martínez |

| Otorgado · Otorgado otra vez · Expulsado | Renan Addles |

| Expulsado · Expulsado | Caio Milan Mike Stump |

| Principal  | John Pitti   |
| Asistentes | Rónald Bruña |
|            | Juan Bairnes |
| Cuarto     | Jafeth Perea |

|                    |     |     |
| Tiros              | 0   | 0   |
| Tiros a puerta     | 0   | 0   |
| Faltas             | -   | -   |
| Saques de esquina  | -   | -   |
| Penaltis           | -   | -   |
| Fueras de juego    | -   | -   |
| Posesión del balón | 00% | 00% |

| Alineación inicial |

| 1     | POR   | Miguel Lloyd       |     |
|       | DEF   | Fidel Caesar       |     |
|       | DEF   | Shaquille Coronado |     |
|       | DEF   | Abdiel Macea       |     |
|       | DEF   | José González      |     |
|       | MED   | Rigoberto Niño     | 90' |
|       | MED   | Joel Barcenas      | 62' |
|       | MED   | Daniel Ortiz       |     |
|       | DEL   | Renan Addles       |     |
| 99    | DEL   | Armando Polo       | 69' |
|       | DEL   | Abdiel Arroyo      |     |
| D. T. | D. T. | Juan Sergio Guzmán |     |

| 1     | POR   | Jorge Henríquez    |  |
| 6     | DEF   | Edward Benítez     |  |
| 8     | DEF   | Omar Camargo       |  |
| 4     | DEF   | Richard Dixon      |  |
| 5     | DEF   | Christian Martínez |  |
| 6     | MED   | Ricardo Ávila      |  |
| 7     | MED   | Engie Mitre        |  |
| 8     | MED   | Rolando Rojas      |  |
| 9     | MED   | Caio Milan         |  |
| 9     | DEL   | Sergio Moreno      |  |
| 11    | DEL   | Miguel Camargo     |  |
| D. T. | D. T. | Mike Stump         |  |

| 88 | Centrocampista | Luis Pereira   | 61' |
| 26 | Centrocampista | Armando Cooper | 69' |
| 30 | Centrocampista | Josimar Gómez  | 90' |

| 12 | Delantero      | Jhamal Rodríguez | 45   |
| 13 | Centrocampista | Luis Jaramillo   | 58'  |
| 14 | Delantero      | Humberto Ward    | 105' |

| 20' | Abdiel Arroyo |  |

| 60' | Luis Jaramillo |  |

| Amonestado · Amonestado · Amonestado | ? Armando Cooper Abdiel Arroyo |

| Amonestado · Amonestado · Amonestado | ? Omar Camargo Cristian Martínez |

| Otorgado · Otorgado otra vez · Expulsado | Renan Addles |

| Expulsado · Expulsado | Caio Milan Mike Stump |

| Principal  | John Pitti   |
| Asistentes | Rónald Bruña |
|            | Juan Bairnes |
| Cuarto     | Jafeth Perea |

|                    |     |     |
| Tiros              | 0   | 0   |
| Tiros a puerta     | 0   | 0   |
| Faltas             | -   | -   |
| Saques de esquina  | -   | -   |
| Penaltis           | -   | -   |
| Fueras de juego    | -   | -   |
| Posesión del balón | 00% | 00% |

| Alineación inicial |

| 1     | POR   | Miguel Lloyd       |     |
|       | DEF   | Fidel Caesar       |     |
|       | DEF   | Shaquille Coronado |     |
|       | DEF   | Abdiel Macea       |     |
|       | DEF   | José González      |     |
|       | MED   | Rigoberto Niño     | 90' |
|       | MED   | Joel Barcenas      | 62' |
|       | MED   | Daniel Ortiz       |     |
|       | DEL   | Renan Addles       |     |
| 99    | DEL   | Armando Polo       | 69' |
|       | DEL   | Abdiel Arroyo      |     |
| D. T. | D. T. | Juan Sergio Guzmán |     |

| 1     | POR   | Jorge Henríquez    |  |
| 6     | DEF   | Edward Benítez     |  |
| 8     | DEF   | Omar Camargo       |  |
| 4     | DEF   | Richard Dixon      |  |
| 5     | DEF   | Christian Martínez |  |
| 6     | MED   | Ricardo Ávila      |  |
| 7     | MED   | Engie Mitre        |  |
| 8     | MED   | Rolando Rojas      |  |
| 9     | MED   | Caio Milan         |  |
| 9     | DEL   | Sergio Moreno      |  |
| 11    | DEL   | Miguel Camargo     |  |
| D. T. | D. T. | Mike Stump         |  |

| 88 | Centrocampista | Luis Pereira   | 61' |
| 26 | Centrocampista | Armando Cooper | 69' |
| 30 | Centrocampista | Josimar Gómez  | 90' |

| 12 | Delantero      | Jhamal Rodríguez | 45   |
| 13 | Centrocampista | Luis Jaramillo   | 58'  |
| 14 | Delantero      | Humberto Ward    | 105' |

| 20' | Abdiel Arroyo |  |

| 60' | Luis Jaramillo |  |

| Amonestado · Amonestado · Amonestado | ? Armando Cooper Abdiel Arroyo |

| Amonestado · Amonestado · Amonestado | ? Omar Camargo Cristian Martínez |

| Otorgado · Otorgado otra vez · Expulsado | Renan Addles |

| Expulsado · Expulsado | Caio Milan Mike Stump |

| Principal  | John Pitti   |
| Asistentes | Rónald Bruña |
|            | Juan Bairnes |
| Cuarto     | Jafeth Perea |

|                    |     |     |
| Tiros              | 0   | 0   |
| Tiros a puerta     | 0   | 0   |
| Faltas             | -   | -   |
| Saques de esquina  | -   | -   |
| Penaltis           | -   | -   |
| Fueras de juego    | -   | -   |
| Posesión del balón | 00% | 00% |

| Alineación inicial |

| 1     | POR   | Miguel Lloyd       |     |
|       | DEF   | Fidel Caesar       |     |
|       | DEF   | Shaquille Coronado |     |
|       | DEF   | Abdiel Macea       |     |
|       | DEF   | José González      |     |
|       | MED   | Rigoberto Niño     | 90' |
|       | MED   | Joel Barcenas      | 62' |
|       | MED   | Daniel Ortiz       |     |
|       | DEL   | Renan Addles       |     |
| 99    | DEL   | Armando Polo       | 69' |
|       | DEL   | Abdiel Arroyo      |     |
| D. T. | D. T. | Juan Sergio Guzmán |     |

| 1     | POR   | Jorge Henríquez    |  |
| 6     | DEF   | Edward Benítez     |  |
| 8     | DEF   | Omar Camargo       |  |
| 4     | DEF   | Richard Dixon      |  |
| 5     | DEF   | Christian Martínez |  |
| 6     | MED   | Ricardo Ávila      |  |
| 7     | MED   | Engie Mitre        |  |
| 8     | MED   | Rolando Rojas      |  |
| 9     | MED   | Caio Milan         |  |
| 9     | DEL   | Sergio Moreno      |  |
| 11    | DEL   | Miguel Camargo     |  |
| D. T. | D. T. | Mike Stump         |  |

| 88 | Centrocampista | Luis Pereira   | 61' |
| 26 | Centrocampista | Armando Cooper | 69' |
| 30 | Centrocampista | Josimar Gómez  | 90' |

| 12 | Delantero      | Jhamal Rodríguez | 45   |
| 13 | Centrocampista | Luis Jaramillo   | 58'  |
| 14 | Delantero      | Humberto Ward    | 105' |

| 20' | Abdiel Arroyo |  |

| 60' | Luis Jaramillo |  |

| Amonestado · Amonestado · Amonestado | ? Armando Cooper Abdiel Arroyo |

| Amonestado · Amonestado · Amonestado | ? Omar Camargo Cristian Martínez |

| Otorgado · Otorgado otra vez · Expulsado | Renan Addles |

| Expulsado · Expulsado | Caio Milan Mike Stump |

| Principal  | John Pitti   |
| Asistentes | Rónald Bruña |
|            | Juan Bairnes |
| Cuarto     | Jafeth Perea |

|                    |     |     |
| Tiros              | 0   | 0   |
| Tiros a puerta     | 0   | 0   |
| Faltas             | -   | -   |
| Saques de esquina  | -   | -   |
| Penaltis           | -   | -   |
| Fueras de juego    | -   | -   |
| Posesión del balón | 00% | 00% |

| Alineación inicial |

|                           |
| Panamá                    |
| CD Árabe Unido 14º título |

## Balón
El Balón fue el Nike Incyte